# Steatoda gui
Steatoda gui là một loài nhện trong họ Theridiidae.
Loài này thuộc chi Steatoda. Steatoda gui được Chuandian Zhu miêu tả năm 1998.